# ボナ・マルゲリータ・ディ・サヴォイア＝ジェノヴァ
マリーア・ボナ・マルゲリータ・アルベルティーナ・ディ・サヴォイア＝ジェノヴァ（Maria Bona Margherita Albertina di Savoia-Genova, 1896年8月1日 - 1971年2月2日）は、イタリアの王族、ジェノヴァ公爵家の公女。

## 生涯
第2代ジェノヴァ公トンマーゾとその妻のバイエルン王女イザベラの間の長女として生まれた。伯母のマルゲリータはイタリア王妃であり、その一人息子である国王ヴィットーリオ・エマヌエーレ3世とは従兄妹同士だった。1921年1月8日に父の持ち城の1つアリエの城館において、母方の又従兄にあたるバイエルン王子コンラートと結婚した。コンラートがオーストリア皇帝フランツ・ヨーゼフの孫息子ということもあり、2人の結婚式にはカトリック王族の名門であるハプスブルク家、サヴォイア家、ヴィッテルスバッハ家から大勢の参列者が訪れた。
第2次世界大戦が始まると、ボナはイタリアで親族と一緒に従軍看護婦として働いた。戦後、ボナは1947年までドイツへの入国を禁じられていた。ボナは1971年にローマで亡くなり、嫁ぎ先であるバイエルン王家ゆかりのアンデクス修道院に葬られた。

## 子女
- アマーリエ・イザベラ（1921年 - 1985年） - ウンベルト・ポレッティと結婚
- オイゲン・レオポルト（1925年 - 1997年） - ケーフェンヒューラー＝メッチュ伯爵夫人ヘレーネと結婚